# Flume (musicien)
Pour les articles homonymes, voir Flume (homonymie).
Harley Edward Streten (né le 5 novembre 1991, plus connu sous son nom de scène Flume) est un producteur, DJ et instrumentiste australien de musique électronique. Le premier album éponyme de Flume sort le 9 novembre 2012, et connait rapidement un succès critique et commercial. En mai 2016, Flume sort son deuxième album intitulé Skin, qui reçoit aussi un accueil critique positif.

## Biographie

### Débuts (2011–2015)
Flume commence à produire de la musique vers l'âge de onze ans avec l'aide d'un logiciel de production offert dans un paquet de céréales : Andrew G's Music Maker,.
Flume est découvert en 2011 par le label australien Future Classic. À l'issue d'une compétition d'artistes originaux gérés par le label, il est sélectionné et signe les morceaux Sleepless, Over You et Paper Thin. Nathan McLay, un employé du label et futur manager de Flume, assiste à la réalisation de son premier EP intitulé Sleepless, qui contient ces trois morceaux originaux.
Le premier album éponyme de Flume sort le 9 novembre 2012, et connait rapidement un succès critique et commercial. À l'occasion de la production de l'album, il collabore avec les chanteurs George Maple, Moon Holiday, Jezzabell Doran, Chet Faker, et le rappeur new-yorkais T.Shirt. L'album devient numéro un des ventes iTunes en Australie. Il débute en deuxième position du ARIA Albums Chart, derrière la chanson Take Me Home des One Direction. La même année, le premier album de Flume devient no 1 de l'ARIA Albums Chart. C'est le premier album de musique électronique à obtenir cette récompense depuis Sneaky Sound System, album de Sneaky Sound System, en 2008.
En collaboration avec le producteur Chris Emerson (Emoh Instead) de Sydney, il forme le duo What So Not. En décembre 2012, Flume signe avec Mom + Pop Music et annonce la sortie en Amérique du Nord de son premier album éponyme. L'album sort le 21 février 2013 aux États-Unis et reçoit bon accueil de la critique américaine, obtenant un score moyen de 73/100 sur le site web d'agrégation Metacritic. En février 2013, il annonce en exclusivité sur la radio australienne Triple J qu'il part en tournée nationale en Australie pour sa première tournée. Cette tournée nationale prend le nom de Infinity Prism Tour et se déroule entre avril et mai 2013. En mars 2013, Flume est nommé parmi les « 30 artistes à surveiller » sur la chaîne de télévision Fuse à SXSW.
Flume se fait largement connaître en France avec son remix de You and Me du duo de musique électronique anglais Disclosure et utilisé par l'équipementier sportif Lacoste pour sa campagne de publicité intitulée Life is a Beautiful Sport. Il s'agit surtout de la 10e plus grosse vente de singles en France de l'année 2014 avec 91 800 ventes.

### Deuxième album et tournée mondiale (2016–2018)
En mai 2016, Flume sort son deuxième album intitulé Skin. Il annonce également une tournée mondiale. Ce deuxième opus reçoit aussi un accueil critique positif. Composé de 16 morceaux, on retrouve sur cet album de nombreuses collaborations. Y figure notamment Aluna George, Vic Mensa et Raekwon. Flume sort ensuite deux EP de faces B en lien avec l'album Skin intitulés Skin Companion EP 1 et Skin Companion EP 2, respectivement en novembre 2016 et février 2017,. Le 5 mai 2017, Flume sort un single bonus de son EP Skin Companion EP 2 intitulé Hyperreal. Dans le même temps, il contribue à la production des albums Melodrama de Lorde et Big Fish Theory de Vince Staples,.

### Mixtape et troisième album (depuis 2019)
Le 20 mars 2019, Flume dévoile un projet intitulé Hi This Is Flume. La mixtape de 38 minutes contient 17 titres et des featurings avec des artistes tels que Sophie, Eprom ou encore JPEGMafia. Il sera nommé au Grammy avec ce projet dans la catégorie album de musique électronique en 2019.
En novembre 2022, Flume annonce la sortie de son troisième album studio Palaces.

## Jeux vidéo
L'instrumental de The Greatest View apparait dans la publicité officielle d'Assassin's Creed Unity. Le titre What You Need apparaît également sur la radio Worldwide FM dans le jeu Grand Theft Auto V.
Le titre Rushing Back en collaboration avec Vera Blue apparaît également dans la bande son officielle du jeu FIFA 20.
Le titre Sirens en collaboration avec Caroline Polachek fait partie de la bande son officielle du jeu FIFA 23.

## Discographie

### Albums studio
| Titre   | Détails                                                                                             | Meilleure position | Meilleure position | Meilleure position | Certifications                  |
| Titre   | Détails                                                                                             | AUS                | AUS Indie          | NZ                 | Certifications                  |
| ------- | --------------------------------------------------------------------------------------------------- | ------------------ | ------------------ | ------------------ | ------------------------------- |
| Flume   | - Date de sortie : 9 novembre 2012 - Label : Future Classic - Format : CD, LP, digital download     | 1                  | 1                  | 12                 | - ARIA : 2× Platine - RMNZ : Or |
| Skin    | - Date de sortie : 27 mai 2016 - Label : Future Classic - Format : Téléchargement numérique, LP, CD | 1                  | 1                  | 1                  | - ARIA : Or                     |
| Palaces | - Date de sortie : 20 mai 2022 - Label : Future Classic - Format : Téléchargement numérique, LP, CD |                    |                    |                    | - ARIA :                        |

### EP
| Titre                        | Détails de l'album                                                                                        |
| ---------------------------- | --- |
| Sleepless                    | - Date de sortie : 1er août 2011 - Label : Future Classic - Format : Téléchargement numérique             |
| Lockjaw (Flume & Chet Faker) | - Date de sortie : 22 novembre 2013 - Label : Future Classic - Format : CD, 12", téléchargement numérique |
| Skin Companion               | - Date de sortie : 25 novembre 2016 - Label : Future Classic - Format : Téléchargement numérique, vinyle  |

### Singles
| Titre                                                                                          | Année | Meilleure position | Meilleure position | Meilleure position | Meilleure position | Certification       | Album      |
| Titre                                                                                          | Année | AUS                | AUS Indie          | NLD                | NZ                 | Certification       | Album      |
| ---------------------------------------------------------------------------------------------- | ----- | ------------------ | ------------------ | ------------------ | ------------------ | ------------------- | ---------- |
| Sleepless (featuring Anthony for Cleopatra)                                                    | 2011  | —                  | —                  | —                  | —                  |                     | Sleepless  |
| Holdin On                                                                                      | 2012  | 17                 | 1                  | 57                 | 22                 | - ARIA : 2× Platine | Flume      |
| On Top (featuring T.Shirt)                                                                     | 2012  | 57                 | 3                  | —                  | —                  | - ARIA : Or         | Flume      |
| Sleepless (featuring Jezzabell Doran)                                                          | 2012  | 53                 | 5                  | —                  | —                  | - ARIA : Or         | Flume      |
| Insane (featuring Moon Holiday)                                                                | 2013  | —                  | 9                  | —                  | —                  |                     | Flume      |
| Drop the Game (Flume & Chet Faker)                                                             | 2013  | 18                 | 1                  | —                  | —                  |                     | Lockjaw EP |
| « — » correspond aux enregistrements non classés ou pas sortis dans le territoire en question. |       |                    |                    |                    |                    |                     |            |

### Autres apparitions
| Titre                          | Année | Album                          |
| ------------------------------ | ----- | ------------------------------ |
| I Met You (Anna Lunoe & Flume) | 2012  | Real Talk EP                   |
| Tropical Sun                   | 2012  | Future Classic DJs Compilation |

### Remixes
| Titre                                                                                          | Année | Meilleur classement | Meilleur classement | Artiste              |
| Titre                                                                                          | Année | AUS                 | AUS Indie           | Artiste              |
| ---------------------------------------------------------------------------------------------- | ----- | ------------------- | ------------------- | -------------------- |
| Back and Fourth (Flume vs Mr V)                                                                | 2010  | —                   | —                   | Fedde le Grand       |
| The Anthem                                                                                     | 2011  | —                   | —                   | Onra                 |
| Zimbabwe                                                                                       | 2011  | —                   | —                   | New Navy             |
| Gravel Pit                                                                                     | 2012  | —                   | —                   | Matt Miller x KILTER |
| Higher                                                                                         | 2012  | —                   | —                   | Ta-ku                |
| Won't Get Lost                                                                                 | 2012  | —                   | —                   | The Aston Shuffle    |
| Every Little Step                                                                              | 2012  | —                   | —                   | Junior Boys          |
| HyperParadise                                                                                  | 2012  | 38                  | 3                   | Hermitude            |
| A Baru in New York (Flume Soundtrack Version)                                                  | 2013  | —                   | —                   | Yolanda Be Cool      |
| Slasherr (Flume Edit)                                                                          | 2013  | —                   | —                   | Rustie               |
| You and Me                                                                                     | 2013  | —                   | —                   | Disclosure           |
| Woman of the Ghetto (Flume's Jackin House Mix)                                                 | 2013  | —                   | —                   | Marlena Shaw         |
| Tennis Court                                                                                   | 2014  | —                   | —                   | Lorde                |
| Gold (Flume Edit)                                                                              | 2014  | —                   | —                   | Chet Faker           |
| Test and Recognise (Flume Edit)                                                                | 2014  | —                   | —                   | Seekae               |
| Afterlife                                                                                      | 2014  | —                   | —                   | Arcade Fire          |
| « — » correspond aux enregistrements non classés ou pas sortis dans le territoire en question. |       |                     |                     |                      |

### Mixtape

#### Titres non répertoriés
| Titre                      | Année |
| -------------------------- | ----- |
| Mood C                     | 2008  |
| Symphony                   | 2009  |
| Class One                  | 2009  |
| Morning                    | 2009  |
| Possum                     | 2009  |
| It's Our Time              | 2009  |
| The Late Night Hiss Police | 2010  |

## Distinctions

### AIR Awards
| Année | Catégorie                         | Artiste/œuvre nommée | Résultat   |
| ----- | --------------------------------- | -------------------- | ---------- |
| 2013  | Meilleur artiste indépendant      | Flume                | Lauréat    |
| 2013  | Meilleur album indépendant        | Flume                | Lauréat    |
| 2013  | Meilleur album dance indépendant  | Flume                | Lauréat    |
| 2013  | Meilleur EP/single indépendant    | Holdin On            | Nomination |
| 2013  | Meilleur single dance indépendant | Holdin On            | Lauréat    |

### ARIA Music Awards
| Année | Catégorie                           | Artiste/œuvre nommée     | Résultat   |
| ----- | ----------------------------------- | ------------------------ | ---------- |
| 2013  | Album de l'année                    | Flume                    | Nomination |
| 2013  | Breakthrough Artist – Release       | Flume                    | Lauréat    |
| 2013  | Meilleur artiste masculin           | Flume                    | Lauréat    |
| 2013  | Meilleure œuvre musicale de l'année | Flume                    | Lauréat    |
| 2013  | Chanson de l'année                  | Holdin On                | Nomination |
| 2013  | Meilleur live australien            | Flume                    | Nomination |
| 2013  | Meilleur clip                       | Joe Nappa pour Holdin On | Nomination |
| 2013  | Producteur de l'année               | Harley Streten           | Lauréat    |

### Grammy Awards
| Année | Catégorie                              | Artiste/œuvre nommée       | Résultat   |
| ----- | -------------------------------------- | -------------------------- | ---------- |
| 2016  | Meilleur titre de musique électronique | Never Be Like You          | Nomination |
| 2016  | Meilleur album de musique électronique | Skin                       | Lauréat    |
| 2019  | Meilleur album de musique électronique | Hi This Is Flume (Mixtape) | Nomination |